# Lars Sundholm
Lars Bengt Olof Sundholm, född 23 april 1963, är en svensk radiopratare, reporter och imitatör. 
Sundholm var medlem i det numera nerlagda Hassangänget, där han brukade imitera Leif "Loket" Olsson under sina busringningar. Han medverkade också i P3-programmen Radiohuset och Röster i radio där han bland annat imiterade sportjournalisten Lasse Kinch. Ett urval av dessa sketcher gavs ut på CD-skivan Rekordförsök! 1997.
Sundholm arbetar numera som narkosläkare.